# Mágico González
Jorge González, besser bekannt unter seinem Spitznamen Mágico González (* 13. März 1958 in San Salvador), ist ein ehemaliger salvadorianischer Fußballspieler auf der Position eines Stürmers. Er gilt als „bester salvadorianischer Fußballspieler aller Zeiten“.

## Laufbahn
González begann seine Profikarriere in der Saison 1975/76 bei ANTEL San Salvador und spielte in der darauffolgenden Saison 1976/77 bei Independiente Nacional 1906, bevor er 1977 zu seinem langjährigen Verein CD FAS wechselte, mit dem er mehrere Male die salvadorianische Meisterschaft und 1979 zum bisher einzigen Mal in der Vereinsgeschichte den CONCACAF Champions’ Cup gewann.
Die Qualifikation zur Fußball-Weltmeisterschaft 1982 entscheidet El Salvador durch ein 1:0 gegen Mexiko für sich. Das Tor bereitet Jorge González mit einem Solo über das halbe Spielfeld vor.
Nachdem er mit der salvadorianischen Nationalmannschaft die Endrunde der Fußball-Weltmeisterschaft 1982 in Spanien mit null Punkten und 1:13 Toren nach der Gruppenphase beendet hatte, wurde González vom FC Cádiz verpflichtet, mit dem ihm gleich in seiner ersten Saison 1982/83 der unmittelbare Wiederaufstieg in die Primera División gelang. Laut einer damaligen Aussage Diego Maradonas, war Mágico González „ohne Zweifel“ einer der zehn besten Fußballer aller Zeiten.
Aufgrund eines Zerwürfnisses mit seinem damaligen Trainer – der FC Cádiz stieg nach dem Wiederaufstieg direkt wieder ab – wechselte El Mágico im Januar 1985 zu Real Valladolid, bei denen er allerdings nie so richtig Fuß fassen konnte und nur neun Punktspieleinsätze absolvierte. Zuvor hatte er im Sommer 1984 an einer Promo-Reise des FC Barcelona durch die USA teilgenommen. Wobei er dort dabei den Abflug verschlief und nachgeholt werden musste. Auf der Promo-Reise zog er abseits des Platzes den Unmut des Trainers (Menotti) auf sich und wurde daher nicht verpflichtet. Nach seiner Rückkehr zum FC Cádiz entwickelte er sich zu einem Publikumsliebling in der südspanischen Stadt und zum größten Vereinsidol aller Zeiten.
1991 kehrte er nach El Salvador zurück und spielte noch bis zu seinem 42. Lebensjahr für seinen ehemaligen Verein FAS.
Nach seiner aktiven Laufbahn arbeitete er unter anderem als Assistenztrainer von Houston Dynamo und nebenbei als Taxifahrer.
2006 wurde das salvadorianische Nationalstadion nach González benannt und außerdem erhielt er von der Regierung seines Heimatlandes den offiziellen Titel „Ehrenbürger der Nation“.
2011 wurde „Mágico“ González in den Trainerstab der salvadorianischen Nationalmannschaft berufen und außerdem engagiert er sich in seiner Heimatstadt San Salvador für eine von ihm ins Leben gerufene Initiative (Fußballschule) für jugendliche Straßenfußballer.

## Privatleben
Jorge González wurde als jüngster von acht Söhnen und einer Tochter geboren. Mágico heiratete Anna Ruano, die Tochter eines bekannten salvadorianischen Fußballers (Alfredo Ruano). Sein Sohn Rodrigo spielte ebenfalls in der höchsten Spielklasse des Landes für Atlético Marte.
Im Jahr 1989 wurde González wegen versuchter Vergewaltigung zu einer Geldstrafe verurteilt.

## Erfolge
- Salvadorianischer Meister: 1978, 1979, 1981, 1995, 1996
- CONCACAF Champions’ Cup: 1979